# Polydesma sagulata
Polydesma sagulata là một loài bướm đêm trong họ Erebidae.